# جورج مان (سياسي)
جورج مان (بالإنجليزية: George Mann)‏ هو سياسي أمريكي، ولد في 26 مارس 1918 في الولايات المتحدة، وتوفي في 4 يونيو 1984 في نفس البلد. حزبياً، نشط في حزب العمال المزارعين الديمقراطيين في مينيسوتا والحزب الديمقراطي. وقد انتخب عضو مجلس نواب مينيسوتا.